# Chronologie de Châlons-en-Champagne
La chronologie de Châlons-en-Champagne liste les principaux événements qui jalonnent l'histoire de la commune française de Châlons-en-Champagne.

## Antiquité
- 273 Victoire d'Aurélien sur Tetricus
- 284 édit de l'empereur Probus pour replanter les vignes dans la campagne de Reims et Châlons
- 394 victoire de Jovin sur les Alamans près de Châlons
- 451 Bataille des Champs Catalauniques

## Moyen Âge
- 497 ou 498 fondation de la cathédrale Saint-Etienne
- 533 concile de Châlons (modifications de la loi des Francs Rhénans)
- 563 Châlons disputée entre Chilpéric Ier et Sigebert Ier
- 625 achèvement de la cathédrale Saint-Etienne sous l'épiscopat de Félix
- 858 Occupation de Châlons par Louis le Germanique
- 888 Pillage de Châlons par les Normands
- 1107 Rencontre du pape Pascal II et des députés de l'empereur Henri V, dans le cadre de la Querelle des Investitures
- 1113 Installation de l'évêque Guillaume de Champeaux en présence de Louis VI le Gros
- 1142 Occupation de Châlons par Louis VII le Jeune
- 1147 Rencontre de Bernard de Clairvaux, de Louis VII et d'émissaires de Conrad III de Hohenstaufen à Châlons ; Bernard prêche la Deuxième Croisade ; consécration de la cathédrale de Chalons par le pape Eugène III
- 1163 Rencontre de Louis VII et de Henri le Libéral pour la désignation de l'évêque de Châlons Gui III de Joinville
- 14 janvier 1429 Entrée de Jeanne d'Arc à Châlons

## Époque moderne
- 1560 Ouverture du collège de Châlons.
- 1562-1564 Epidémie de peste.
- 1592 Henri IV séjourne à Châlons.
- 1637 Installation de l'intendant de Champagne à Châlons.
- 21 novembre 1671 mariage à Châlons de Philippe d'Orléans, frères de Louis XIV, avec la princesse palatine.
- 7 mars 1680 Mariage à Châlons du Grand Dauphin, fils de Louis XIV, avec Marie-Anne de Bavière.
- 1750 Constitution d'une académie sous le nom de "Société littéraire".
- 1766-1771 Construction de l'Hôtel de l'Intendance par N. Legendre.
- 1772-1780 Construction du nouvel Hôtel de ville par N. Durand.
- 11 mai 1770 séjour à Châlons de Marie-Antoinette, rejoignant le futur Louis XVI ; elle y assiste  à la représentation de La Partie de chasse de Henri IV.

## Époque contemporaine
- juin 1791 Deux passages de la famille royale lors de la fuite à Varennes
- 1798 Création de la SACSAM
- 1806 Arrivée de Ecole des Arts et Métiers
- 26 mars 1810 Passage de Marie-Louise venant épouser Napoléon Ier
- 9 mai 1812 Venue de Napoléon Ier
- 1814 Prise de Châlons lors de la campagne de France
- 1815 Prise et pillage de Châlons par les Russes
- 1849 Mise en service de la ligne de chemin de fer Paris-Chalons (ligne Paris-Strasbourg)
- 1870-1872 Occupation par les Allemands
- 4-12 septembre 1914 Occupation de Châlons par les Allemands
- 1997 Changement de nom de Châlons-sur-Marne en Châlons-en-Champagne

## Sources
Georges Clause et Jean-Pierre Ravaux, Histoire de Châlons-sur-Marne, Roanne-Le Coteau, Horvath, 1983